# Blackmore
Blackmore – wieś w Anglii, w hrabstwie Essex, w dystrykcie Brentwood. Leży 12 km na południowy zachód od miasta Chelmsford i 38 km na północny wschód od Londynu.